# Rábagyarmat
Rábagyarmat (szlovénül: Žormot, vendül: Žörmot, németül: Rupprecht) község Vas vármegyében, a Szentgotthárdi járásban.
Oklevelekben először 1157-ben szerepel. Későbbi előfordulások: 1350 Gyrmath; 1404 Gyarmath; 1548-ban szerepel Alsó- és Felsőgyarmath, 1576-ban Kis- és Nagy-Gyarmat; 1593 Utraque Gyarmat; 1620-ban Giarmath.

## Fekvése
Szentgotthárdtól 12 kilométerre keletre, a Rába termékeny völgyének déli peremén, a Vasi-Hegyhát erdeinek tövében fekszik. A 8-as főút közelében fekszik, ahonnan Rátótnál letérve, a 7461-es úton, mintegy 3 kilométer távolságban érhető el. A legközelebbi vasúti megállóhely Rátóton van, a Szombathely–Szentgotthárd-vasútvonalon (Rátót megállóhely). A Rábagyarmat és Rátót közötti Rába-híd a 20. században épült, addig csak néhány gázló és a vízimolnárok ladikjai biztosították az összeköttetést. Gazdasági kapcsolatok a falut szinte kizárólag csak Szentgotthárdhoz kötötték. A 20. század közepétől megindult autóbusz-közlekedés útvonala (Szentgotthárd vasútállomás - Rábagyarmat) is erre utal. Közigazgatásilag a 19. századig a Németújvári járáshoz tartozott, a Pallas nagy lexikona 1895-ös vármegyetérképén már a Szentgotthárdi járás része. A 20. század második felében egy ideig a Körmendi járás része volt.
A földrajzi viszonyaira jellemző, hogy a Rábától délre fekvő falu főutcájának házai felkúsznak a két magaslat által közrefogott völgybe: jellegzetes völgyfalus (soros) településformát alkotva. A Rábától és a falutól délre, a folyóval párhuzamosan húzódó magaslat a Vasi-Hegyhát, vízválasztó: a déli lejtőjén fakadó vizek a Zalába és néhányan a Murába tartanak. A Gyarmat főutcáján folyó patak és a környék minden vízfolyása a Rábát célozza meg. A Hegyhát déli részén terül el az Őrség, ami nem csak néprajzi egységet jelent. Egykor a terület lakói nemesi előjogokat kaptak cserébe a határok védelméért, őrizetéért. Az Őrség községei zárt közösséget alkottak egészen 1848-ig. A szabadságharc elbukása és az 1867-es kiegyezés után a terület önállósága megszűnt, de különleges kultúrája tovább élt és a szomszéd vidékekre, így a Rába völgyére is hatással volt. A gyarmatiak nem ritkán őrséginek vallják magukat.
A két háború között sok fővárosi család nyaralt itt. A táj szubalpin klímája és a környék csendje vonzotta ide a városiakat. A mozgalmas életnek 1950-ben a határsáv meghirdetésével együtt járó korlátozások bevezetése vetett véget.

## Története
Már az őskorban is lakott hely volt. Az ókorban a kelták lakták a vidéket, majd a római hódítás után az 1. századtól római őrhely. A templom 1960 utáni átépítésekor az Árpád-kori maradványok között találtak e korból datálható köveket. Állandóan lakott a népvándorlás óta. Nagy Károly frank birodalmának keleti, az avarokkal határos, túlnyomórészt szlávok lakta végein, a határok védelmére bajor és frank telepeket hozott létre. Ezek a honfoglaló magyarok elől nyugat felé húzódtak, de - különösen a magyarság által el nem foglalt területeken - Bajorország irányából folyamatos volt a betelepülés. A honfoglalás után a nyugati gyepű egyik katonai őrhelye létesült a Rábától délre húzódó dombokon. A történészek szerint a falu neve a Kürt-Gyarmat honfoglaló törzsre vezethető vissza.
Rábagyarmatot először 1157-ben említik, mint a németújvári bencés apátság egyik birtokát. A szentgotthárdi ciszterci apátság 1183 évi alapító levelében, mint a birtok egyik legkeletibb majorja szerepelt, s a 20. század közepéig a rend birtokolta a földesúri jogokat. Ez az oka annak, hogy nincs és nem is volt a faluban nemesi kúria, udvarház, kastély. A III. Béla által behívott, alapító cisztercieket utoljára Anjou Lajos erősítette meg jogaikban 1347-ben: …az apátság és annak apátjai, konventje és jobbágyai, mint saját közvetlen védnökük a király oltalma alatt állók, csakis az országbíró elé … idézhetők. A szövegben szereplő jobbágyok között voltak a gyarmatiak, akiket minden egyéb igazságszolgáltatás alól kivont e királyi rendelet.
Amikor 1777-ben Mária Terézia rendeletére megalapították a szombathelyi egyházmegyét, az apátság birtokai (köztük természetesen Gyarmat is) a ciszterciek kezelésében maradtak. A kiegyezés után, 1877-ben az apátság beolvadt a zirci központtal működő magyarországi egyesített ciszterci apátságba és azóta a gyarmati uradalom birtokosa Zirc apátura. A második világháború után az egyházi birtokok államosításával ez a jog csupán a templom és a parókia területére korlátozódik. A plébánia jelenleg a szombathelyi püspökség irányítása alatt működik, s a plébánosa látja el a nemrég felépített csörötneki templom szolgálatát is.
A vidék a magyar megtelepedés határán, Stájerország és Burgenland szomszédságában található, s a honfoglaláskor a német népességen kívül szlovén (vend) települések is voltak a vidéken. Később német, horvát betelepítések is történtek, s a viszonylag kis távolságra fekvő falvak között a házassági kapcsolatok, elvándorlások egy-egy községen belül is kevert népességet eredményeztek. A gyarmati anyakönyvekben vegyesen szerepelnek a különböző eredetre utaló családnevek: a szlovén Dancsecs, Mesics, Ivancsics, Szukics illetve német Pránder, Siklér (Schickler), Hujber (Huiber-Huibert), Köbli, Pencz és természetesen a magyar Huszár, Kovács, Dolgos, Pethő, Benczik (=Pencz?) stb. Igaz, a monográfiák Rábagyarmatot mint magyar falut említik, de ilyenkor egyrészt a többségre utalnak, másrészt a népszámláláskor rögzített „vallomást” veszik alapul. Pável Ágoston neves vas vármegyei történész, nyelvész és néprajzkutató szerint a vend nyelvet használó valamikor szlovén etnikum jelenléte a családnevek és falu szlovén neve alapján kimutatható. A szentgotthárdi ciszterci szerzetesek szláv földművesekkel népesítették be a falvaikat. Pável és más kutatók szerint nyilvánvaló, hogy a szlovén területek a környéken kiterjedtebbek lehettek a mostaninál, ezért Rábagyarmat is éppúgy a Vendvidék részének tekinthető, akárcsak más szomszéd települések, mint Rönök, vagy Csörötnek. A magyarság-tudat azonban mind a viseletben, mind az építészetben, a népszokásokban, a nyelvhasználatban tetten érhető. A millenniumi monográfiák szerint az iparosodás és a gotthárdi német lakosság szokásai azonban kivédhetetlenül begyűrűztek a falu és minden szomszédos település életébe. A második világháborút követően pedig a környék az ország többi részeihez hasonlóan beolvadt a nagyvilágba: a motorizáció, a farmer nadrág, a rágógumi, a hamburger, a Coca-Cola megtette hatását. A 20. század közepén még őrizte a falu a hagyományt, de egy füstös konyha kivételével ma már minden lakóházat modernizáltak, a paticsfalú épületeket lebontották, a rakott tűzhelyeket rezsóra, a kemencéket, cserépkályhákat cirkóra, etázsra cserélték. A mezőgazdaságot gépesítették, a vidékre jellemző bakhátas földművelést a modern agrotechnológia váltotta fel.
Vas vármegye az ország többi területéhez képest eléggé sűrűn lakott volt. A 19. században 70-80 lakos élt egy négyzetkilométeren, s ezzel a megye a 3. helyet foglalta el az országban. Az ugyancsak ebből az időből származó adatok szerint átlag kb. 600-an laktak községenként, így azok határa is igen csekély, átlag 9 négyzetkilométer volt. Ezért országos viszonylatban a megye úgynevezett aprófalvas térségnek számított. Az 1880-as adatok szerint Gyarmaton 997 lakos élt a falu 179 házában. Összehasonlításul néhány környező település: Csörötnek 871 lakos/138 ház; Rátót: 205/32; Gasztony: 806/119; Magyarlak: 516/104; Kethely: 456/80; Vasalla: 552/78; Pinkamindszent: 791/119. Itt pedig az ismert népszámlálási adatok:
| Év        | 1686 | 1785 | 1848 | 1869 | 1890 | 1910 | 1941 | 1960 | 1990 | 2005 |
| --------- | ---- | ---- | ---- | ---- | ---- | ---- | ---- | ---- | ---- | ---- |
| Népesség: | 285  | 565  | 703  | 862  | 997  | 1105 | 1231 | 921  | 961  | 865  |

Rábagyarmat ma a műút és a vasút mellett fekvő Rátótról is megközelíthető a 20. sz. elején épült hídon. A szentgotthárdi csata-t (1664) taglaló munkák említik, hogy a Bécs felé törekvő törökök az átkelést a körmendi, a csörötneki és a gotthárdi hídon próbálták többször kierőszakolni, tehát akkor sem lehetett itt híd. Valójában ez az átkelés az augusztus 1-jén elvesztett csata után történt, miután a keresztény erők a folyó áradása miatt nem üldözték a török fősereget, ezért azok kisebb csapatokkal egy kósza kísérletet tettek még a Rába-átjáró megszerzésére, melyet a keresztény hadvezetés is kisebb német és horvát erők bevetésével gátolt meg, de ezeknek a harcoknak nem volt már nagy jelentősége. Az átkeléshez helyet kereső török had portyázói Gyarmatot is felperzselték, s a lakosságot megtizedelték. Ezt korábban a tatárok is megtették, s ezért biztos, hogy a mai vegyes névviselés nem a honfoglalás idején kialakult néprajzi összetételt tükrözi.
Az apátság gazdaságai között a Rába jobb partján vezető út biztosította a közlekedést, s ennek az útnak végállomása volt Gyarmat. A magisztrális úthálózat, még inkább a vasútvonalak kiépítése előtt nem sok értelme volt a jelentéktelen Rátóttal való összekötésnek, melyet ma is csupán a vasútállomás és az országos főútvonal tesz a gyarmatiak számára fontossá. A busz is a régi apátsági út nyomvonalán, Szentgotthárd és Rábagyarmat között közlekedik.
Az első világháború után a magyarországi szlovén önállóság hívei szerettek volna Szlovenszka krajina néven önálló területet szervezni a Vendvidékből, amely a föderális alapon megszervezett Magyarország része lett volna, vagy pedig kiszakad és tagállama lesz Jugoszláviának. A programot vezető Klekl József nem kizárólag a szlovén falvakat akarta ebbe belevonni, hanem Szentgotthárdot és más környékbeli falvakat, amelyek történelmileg és egykori népességét tekintve kötődtek a Vendvidékhez. Ebbe Rábagyarmat is beletartozott. Az 1919-ben proklamált Vendvidéki Köztársaság is területéhez kívánta csatolni a falut, de nem volt megfelelő fegyveres ereje. A politikai helyzet azonban a háború utáni zűrzavarokban mindig másképp alakult, s nem került sor a Szlovenszka krajina megteremtésére, így Rábagyarmat sem lett a krajina, vagy Jugoszlávia része.

## Közélete

### Polgármesterei
- 1990–1994: Horváth József (független)[3]
- 1994–1998: Horváth József (független)[4]
- 1998–2002: Horváth József (független)[5]
- 2002–2006: Horváth József (független)[6]
- 2006–2010: Horváth József (független)[7]
- 2010–2014: Háklár Gyula (független)[8]
- 2014–2019: Háklár Gyula (független)[9]
- 2019–2024: Horváthné Boldizsár Borbála (független)[10]
- 2024– : Laczó András (független)[1]

## Népesség
A település népességének változása:
| Lakosok száma | 806  | 804  | 793  | 785  | 720  | 714  | 726  |
|               | 2013 | 2014 | 2015 | 2021 | 2022 | 2023 | 2024 |

A 2011-es népszámlálás során a lakosok 88,1%-a magyarnak, 0,9% németnek mondta magát (11,6% nem nyilatkozott; a kettős identitások miatt a végösszeg nagyobb lehet 100%-nál). A vallási megoszlás a következő volt: római katolikus 81,5%, evangélikus 0,4%, református 1,7%, görögkatolikus 0,1%, felekezet nélküli 1,1% (15,2% nem nyilatkozott).
2022-ben a lakosság 93,9%-a vallotta magát magyarnak, 2,6% németnek, 1,4% szlovénnek, 0,4% ukránnak, 0,3% cigánynak, 0,1% szlováknak, 0,6% egyéb, nem hazai nemzetiségűnek (6% nem nyilatkozott; a kettős identitások miatt a végösszeg nagyobb lehet 100%-nál). Vallásuk szerint 65,6% volt római katolikus, 1% evangélikus, 0,8% görög katolikus, 0,7% református, 0,3% egyéb keresztény, 2,9% egyéb katolikus, 2,8% felekezeten kívüli (25,8% nem válaszolt).

## Nevezetességei
A Rátótról a faluba vezető úttal szembeni magaslaton áll a középkori alapokra épített templom és a parókia. Helyén feltehetően római kori épület állt, aminek anyagát az építéskor felhasználták. Valószínű azonban, hogy a 13. század közepén épült román stílusú templom nem az első egyházi épület ezen a helyen. A gyarmatihoz hasonló majorság volt Rábakethely is. Valószínűsíthető, hogy a barátok az itteni imádkozó helyeken rakták le egy-egy templom alapjait. Gyarmaton a középkori (keletelt) templom a mai bővített épület kereszthajóját alkotja. Csak a 16. században lett plébánia, s egészen napjainkig a szomszédos, templom nélküli Csörötnek szolgálatát is ellátta. A gyarmati plébániához tartozott még a két Huszászi major Csörötnek – Kondorfa között.
A templom régiségét mutatja védőszentjének ritkasága is. A maastrichti Szent Lambert (+705) kultuszát németújvári bencés szerzetesek hozták magukkal. Az egyhajós és félköríves szentélyű keletelt épületet téglából emelték, nyugati homlokzata előtt álló harangtoronnyal. Tetejét fazsindely fedte. A templom kapuja a déli oldalon nyílt. 1664-ben a törökök felégették a templomot. A romos épületet a későbbiekben raktárnak és istállónak használták, majd helyreállították. 1770-ben a hajó nyugati végfalát lebontva klasszicista stílusban megnagyobbították, és a déli oldalra új sekrestyét építettek. 1950-ben és 1955-ben a templomot teljesen átépítették. A kibővített hajó oldalfalait lebontva latin kereszt alakban új szentélyt és hajót építettek hozzá. Ily módon a korábbi templom megmaradt részeit azóta kereszthajóként, illetve oldalkápolnaként használják.

## Testvérközség
- Csíkmadaras, Románia, 2010.

## Külső hivatkozások
- Rábagyarmat az utazom.com honlapján
- Kemplen Farkas Hallgatói Információs Központ: Vasmegye[halott link]